# جماحية
الجُمَّاحِيَّة أو المَرِيشِيَّة أو لعبة السهام المَرِيشَة وهي لعبة رمي الجَمَامِيح (المفرد: جُمَّاح)، الغاية من هذه اللعبة هي رمي النبلة على سطح قرص مهدوف إليه يسمى الرَمِيَّة (أو الهدف أو الغَرَض أو القِرْطَاس)، يمنح اللاعب فيه نقاط مختلفة حسب اللعبة-أي نوع اللعب.
يبلغ القطر القانوني لهذه اللوحة نحو 31 سم، وتنقسم إلى 20 رقعة متساوية الأحجام، كل واحدة منها على شكل إسفين الباي.
وقد يسمى السهم حَظْوَة، والجمع: حِظاءٌ.

## التسجيل والنقاط
كان يسجل اللاعب ما بين 11 إلى 20 نقطة عن طريقة إصابة مختلف الأسافين. تنقسم اللوحة بعد ذلك بخاتم خارجي ضيق يسمى الخاتم الثنائي، وخاتم داخلي ضيق يسمى الخاتم الثلاثي. وفي حالة إصابة سهم مريش أحد هذه الخواتم فإن النقط تتضاعف مرتين أو ثلاث مقارنة بنقاط الأسفين. وتساوي الرمية الصائبة الخارجية 25 نقطة، وتساوي الرمية الصائبة الداخلية 50 نقطة.

## قوانين اللعبة
كان يتم رفع لوحة السهام المريشة إلى علو تبلغ فيه الرمية الصائبة 1,73 متر من الأرض. وخلال المباريات يقف اللاعبون على بعد 3,73 متر أو 3,44 مترًا، وهما المسافتان اللتان تسمح بهما قوانين اللعبة. ويأخذ كل لاعب دوره برمي ثلاثة سهام يبلغ طول كل منها 31سم، تقتطع الرميات التي أصابت هدفها من مجموع مبدئي يساوي في أغلب الأحيان ما مجموعه 6301 أو 1001 أو 3001. ويجب على الفائز أن يبدأ وينهي اللعبة بإصابته الخاتم الثنائي أو الرمية الصائبة الداخلية.
ويمكن أن يجري عدد من الألعاب الأخرى بلعبة السهام المريشة. ففي لعبة الكريكيت يحاول فريق الضاربين تسجيل أكبر عدد من النقاط. وفي لعبة البولينج يحاول كل فريق إحراز أكبر عدد من النقاط من خلال إصابته للرميات الصائبة الداخلية. أما لعبة حول الساعة فهي لعبة فردية يحاول كل لاعب فيها رمي سهم مريش داخل كل جزء مرقم بالتتابع.

## تاريخ اللعبة

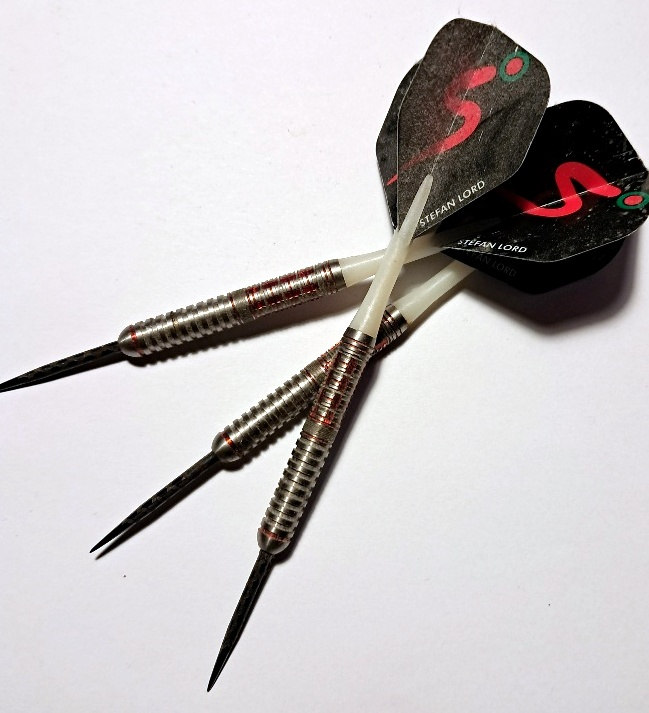
السهام

حيث كان يمارس الناس لعبة السهام المريشة في حوالي 80 دولة. وقد بدأت هذه اللعبة في الجزر البريطانية حيث تعتبر لعبة شعبية. وهي تمارس داخل الأندية، حيث يوجد ببريطانيا حوالي 7000 نادٍ للرجال الممارسين لهذه اللعبة وحوالي 400 ناد نسائي. ويرجع تاريخ لعبة السهام المريشة إلى العصور الوسطى، حيث بدأت كلعبة في الهواء الطلق عندما كان الرماة يرمون سهامهم بالأيدي في اتجاه هدف. وفيما بعد تم تغيير الهدف إلى قطعة متكونة من جذع شجرة وأصبحت اللعبة تمارس داخل البيوت. وكانت لعبة السهام المريشة شعبية جدًا خلال القرنين السادس عشر والسابع عشر الميلاديين. انتقلت اللعبة إلى أمريكا مع المستوطنين الأوائل.
كان رماة القرون الوسطى يستعملون سهامًا يدوية يبلغ طولها حوالي 25سم. أما السهام المريشة القصيرة جدًا، والتي تصنع عادة من المعدن أو البلاستيك، فقد بدأ استعمالها في أواخر القرن التاسع عشر الميلادي.